# Medaliści Letnich Igrzysk Olimpijskich 1896

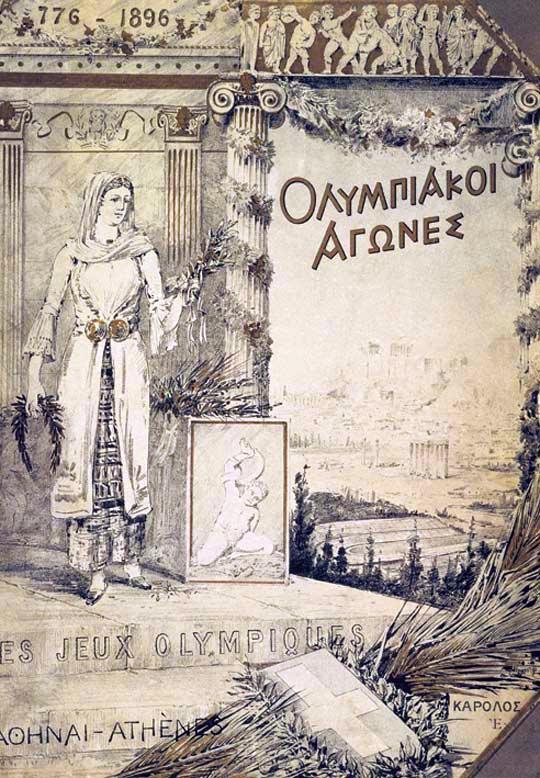
Ateny 1896

Na Letnich Igrzyskach Olimpijskich w 1896 roku w Atenach zawodnicy konkurowali w 9 dyscyplinach (43 konkurencjach).

## Gimnastyka
| Konkurencja                            | Złoty | Srebrny | Brązowy                                                                                                  |
| 1.skok przez konia M                   | Carl Schuhmann | Louis Zutter                                                                                                  | Hermann Weingärtner                                                                                      |
| 2.ćwiczenia na poręczach M             | Alfred Flatow | Louis Zutter                                                                                                  | nie przyznano                                                                                            |
| 3.ćwiczenia na drążku (drużynowo) M    | Niemcy Conrad Böcker Alfred Flatow Gustav Flatow Georg Hillmar Fritz Hofmann Fritz Manteuffel Karl Neukirch Richard Röstel Gustav Schuft Carl Schuhmann Hermann Weingärtner | Grecja I Nikolaos Andriakopulos Sotirios Atanasopulos Petros Persakis Tomas Ksenakis 28 nieznanych zawodników | Grecja II Joanis Chrisafis Joanis Mitropulos Dimitrios Lundras Filipos Karwelas 14 nieznanych zawodników |
| 4.ćwiczenia na drążku M                | Hermann Weingärtner | Alfred Flatow                                                                                                 | nie przyznano                                                                                            |
| 5.ćwiczenia na poręczach (drużynowo) M | Niemcy Conrad Böcker Alfred Flatow Gustav Flatow Georg Hillmar Fritz Hofmann Fritz Manteuffel Karl Neukirch Richard Röstel Gustav Schuft Carl Schuhmann Hermann Weingärtner | nie przyznano                                                                                                 | nie przyznano                                                                                            |
| 6.ćwiczenia na kółkach M               | Joanis Mitropulos | Hermann Weingärtner                                                                                           | Petros Persakis                                                                                          |
| 7.ćwiczenia na koniu z łękami M        | Louis Zutter | Hermann Weingärtner                                                                                           | nie przyznano                                                                                            |
| 8.wspinaczka po linie M                | Nikolaos Andriakopulos | Tomas Ksenakis                                                                                                | Fritz Hofmann                                                                                            |

## Kolarstwo
| Konkurencja                                              | Złoty                    | Srebrny               | Brązowy       |
| 9.jazda indywidualna na czas M                           | Aristidis Konstandinidis | Anton Gödrich         | Edward Battel |
| 10.2000 m M                                              | Paul Masson              | Stamatios Nikolopulos | Léon Flameng  |
| 11.jedno okrążenie (indywidualnie, na czas), 333 1/3 m M | Paul Masson              | Stamatios Nikolopulos | Adolf Schmal  |
| 12.10 km M                                               | Paul Masson              | Léon Flameng          | Adolf Schmal  |
| 13.100 km M                                              | Léon Flameng             | Jeorjos Koletis       | nie przyznano |
| 14.wyścig 12-godzinny M                                  | Adolf Schmal             | Frank Keeping         | nie przyznano |

## Lekkoatletyka
| Konkurencja                     | Złoty                  | Srebrny                          | Brązowy                                |
| 15.bieg na 100 m M              | Tom Burke              | Fritz Hofmann                    | Alajos Szokolyi Francis Lane           |
| 16.bieg na 400 m M              | Tom Burke              | Herbert Jamison                  | Charles Gmelin                         |
| 17.bieg na 800 m M              | Teddy Flack            | Nándor Dáni                      | Dimitrios Golemis                      |
| 18.bieg na 1500 m M             | Teddy Flack            | Arthur C. Blake                  | Albin Lermusiaux                       |
| 19.maraton M                    | Spyridon "Spyros" Luis | Charilaos Wasilakos              | Gyula Kellner                          |
| 20.bieg na 110 m przez płotki M | Thomas Curtis          | Grantley Goulding                | nie przyznano                          |
| 21.skok wzwyż M                 | Ellery Clark           | James B. Connolly Robert Garrett |                                        |
| 22.skok o tyczce M              | Welles Hoyt            | Albert Tyler                     | Ewangelos Damaskos Joanis Teodoropulos |
| 23.skok w dal M                 | Ellery Clark           | Robert Garrett                   | James B. Connolly                      |
| 24.trójskok M                   | James B. Connolly      | Aleksandros Tuferis              | Joanis Persakis                        |
| 25.pchnięcie kulą M             | Robert Garrett         | Miltiadis Guskos                 | Jeorjos Papasideris                    |
| 26.rzut dyskiem M               | Robert Garrett         | Panajotis Paraskiewopulos        | Sotirios Wersis                        |

## pływanie
| Konkurencja                 | Złoty            | Srebrny           | Brązowy            |
| 27.100 m stylem dowolnym M  | Alfréd Hajós     | Otto Herschmann   | nie przyznano      |
| 28.500 m stylem dowolnym M  | Paul Neumann     | Andonios Pepanos  | Efstatios Chorafas |
| 29.1200 m stylem dowolnym M | Alfréd Hajós     | Joanis Andreu     | nie przyznano      |
| 30.100 m dla żeglarzy M     | Joanis Malokinis | Spiridon Chazapis | Dimitrios Driwas   |

## Podnoszenie ciężarów
| Konkurencja    | Złoty             | Srebrny           | Brązowy                 |
| 31.jednorącz M | Launceston Elliot | Viggo Jensen      | Aleksandros Nikolopulos |
| 32.oburącz M   | Viggo Jensen      | Launceston Elliot | Sotirios Wersis         |

## Strzelectwo
| Konkurencja                               | Złoty               | Srebrny           | Brązowy           |
| 33.pistolet dowolny, 30 m M               | Sumner Paine        | Holger Nielsen    | Joanis Frangudis  |
| 34.pistolet wojskowy, 25 m M              | John Paine          | Sumner Paine      | Nikolaos Morakis  |
| 35.pistolet szybkostrzelny, 25 m M        | Joanis Frangudis    | Jeorjos Orfanidis | Holger Nielsen    |
| 36.karabin dowolny, trzy postawy, 300 m M | Jeorjos Orfanidis   | Joanis Frangudis  | Viggo Jensen      |
| 37.karabin wojskowy, 200 m M              | Pandelis Karasewdas | Pawlos Pawlidis   | Nikolaos Trikupis |

## Szermierka
| Konkurencja           | Złoty                   | Srebrny               | Brązowy                         |
| 38.floret M           | Eugène-Henri Gravelotte | Henri Callot          | Periklis Pierakos-Mawromichalis |
| 39.floret zawodowcy M | Leonidas Pirgos         | Jean Maurice Perronet | nie przyznano                   |
| 40.szabla M           | Joanis Jeorjadis        | Tilemachos Karakalos  | Holger Nielsen                  |

## Tenis
| Konkurencja | Złoty                            | Srebrny                                    | Brązowy                                   |
| 41.singel M | John Pius Boland                 | Dimitrios Kasdaglis                        | Konstandinos Paspatis Momcsilló Tapavicza |
| 42.debel M  | John Pius Boland Friedrich Traun | Dimitrios Petrokokinos Dimitrios Kasdaglis | Teddy Flack George Stuart Robertson       |

## Zapasy
| Konkurencja | Złoty          | Srebrny        | Brązowy               |
| 43.zapasy M | Carl Schuhmann | Jeorjos Tsitas | Stefanos Christopulos |

## Multimedaliści
Lista zawodników, którzy zdobyli na Letnich Igrzyskach w Atenach minimum 3 medale.

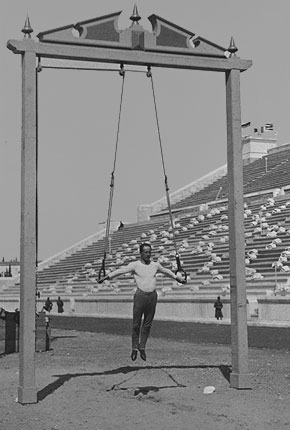
Hermann Weingärtner

| Lp. | Imię i Nazwisko     | Kraj              | Dyscyplina                       | Liczba medali | Złoty | Srebrny | Brązowy |
| --- | ------------------- | ----------------- | -------------------------------- | ------------- | ----- | ------- | ------- |
| 1   | Hermann Weingärtner | Niemcy            | Gimnastyka                       | 6             | ,     | ,       |         |
| 2   | Carl Schuhmann      | Niemcy            | Gimnastyka Zapasy                | 4             | ,     |         |         |
| 3   | Alfred Flatow       | Niemcy            | Gimnastyka                       | 4             | ,     |         |         |
| 4   | Robert Garrett      | Stany Zjednoczone | Lekkoatletyka                    | 4             | ,     | ,       |         |
| 5   | Fritz Hofmann       | Niemcy            | Lekkoatletyka Gimnastyka         | 4             | ,     |         |         |
| 6   | Paul Masson         | Francja           | Kolarstwo                        | 3             | ,     |         |         |
| 7   | Teddy Flack         | Wielka Brytania   | Lekkoatletyka Tenis              | 3             | ,     |         |         |
| 8   | Louis Zutter        | Szwajcaria        | Gimnastyka                       | 3             |       | ,       |         |
| 9   | Léon Flameng        | Francja           | Kolarstwo                        | 3             |       |         |         |
| 9   | Viggo Jensen        | Dania             | Podnoszenie ciężarów Strzelectwo | 3             |       |         |         |
| 9   | Ioannis Frangoudis  | Grecja            | Strzelectwo                      | 3             |       |         |         |
| 9   | James B. Connolly   | Stany Zjednoczone | Lekkoatletyka                    | 3             |       |         |         |
| 13  | Adolf Schmal        | Austria           | Kolarstwo                        | 3             |       |         | ,       |
| 14  | Holger Nielsen      | Dania             | Strzelectwo                      | 3             |       |         | ,       |